# Manbhau
Manbhau (nom popular, però correctament Mahanubhava) és una secta hindú centrada a Ritpur al districte d'Amravati a Maharashtra, Fou fundada per Chakradhara, un braman karhada, contemporani de Yadava Krishna Raja (1247-1260), considerat reencarnació de Dattatreya.
Està dividida en el celibataris (considerats més perfectes) i els gharbans o seglars. Els bramans deien que Manbhau derivava de Mang bhau (germà Mang, els mang eren una casta); el nom deriva realment de maha o anubhava (gran intel·ligència).
El 1901 eren uns quants milers.